# Sandman – Das Puppenhaus
Das Puppenhaus (Originaltitel The Doll’s House) ist die zweite Sammlung von Graphic Novels der Comic-Serie The Sandman, veröffentlicht von DC Comics. Sie beinhaltet die Ausgaben 9 bis 16. Die Serie wurde von Neil Gaiman geschrieben, von Mike Dringenberg, Malcolm Jones III, Chris Bachalo, Michael Zulli und Steve Parkhouse illustriert und von Todd Klein gelettert.
Sie wurde erstmals 1989 als Paperback, 1995 als Hardcover veröffentlicht. Damit war sie die erste Sandman-Sammlung, die veröffentlicht wurde, und beinhaltete ursprünglich auch noch die Nummer 8 der Serie, „Das Rauschen ihrer Flügel“. Als sich herausstellte, dass die Serie populär genug war, um komplett in Sammlungen zu erscheinen, wurde „Das Rauschen ihrer Flügel“ zu Präludien und Notturni hinzugefügt, zu deren Geschichte sie den Epilog bildet, und aus Das Puppenhaus herausgenommen.

## Handlung

### Geschichten im Sand (Tales in the Sand)
Den Anfang macht ein Prolog, der bei einem alten afrikanischen Stamm spielt und in dem die Geschichte von Königin Nada erzählt wird, in die sich der Traumkönig verliebt. Doch als er sie fragt, ob sie seine Königin werden wolle, entscheidet sie sich dagegen, und er verdammt sie in die Hölle.

### Das Puppenhaus (The Doll’s House)
Die eigentliche Handlung setzt unmittelbar ein, nachdem Dream befreit wurde und seine Insignien wieder errungen hat. Er ist nun damit beschäftigt, sein Reich wieder aus den Trümmern zu erheben, in die es gesunken ist. Dazu muss er vier seiner Traumkreaturen wieder einfangen, die während seiner Abwesenheit geflohen sind.
In der wachen Welt treffen die junge Rose Walker und ihre Mutter Miranda Unity Kinkaid. Diese war ein Opfer der Schlafkrankheit, die umging, während Dream eingekerkert war. Während ihrer Krankheit wurde sie ohne ihr Wissen vergewaltigt und das Kind wurde zur Adoption freigegeben. Nun möchte Unity, bevor sie stirbt, ihre Tochter Miranda noch einmal sehen.

### Der Einzug (Moving In)
Während Miranda bei Unity in England bleibt, kehrt Rose zurück, um ihren Bruder Jed zu suchen. Sie bezieht ein Haus, in dem sie mit verschiedenen seltsamen Charakteren zusammenwohnt, die auch in den späteren Geschichten der Serie noch mal auftauchen (zum Beispiel Barbie aus Über die See zum Himmel). Dort wohnt auch Gilbert, mit dem sie sich anfreundet.
Zwei der entkommenen Traumkreaturen, Brut und Globe, haben in Jeds Geist eine Traumwelt geschaffen, in der auch der Sandman eine Rolle spielt, eine Figur aus den DC Comics der siebziger Jahre. Jed, abgetrennt von der richtigen Traumwelt, träumt davon, mit dem Superhelden Sandman Schurken zu fangen. In der Realität ist er jedoch von seinen Pflegeeltern im Keller eingesperrt, die so an die staatliche Rente kommen wollen. Während Rose mit Hilfe eines Detektivs nach ihrem Bruder sucht, versucht Dream, Brut und Globe zu finden, kann sie jedoch, da sie sich in einer abgetrennten Welt aufhalten, zuerst nicht entdecken.

### Vater, Mutter, Kind … (Playing House)
Hector, der Sandman, und seine Frau Lyta leben zusammen in der Traumwelt in Jeds Geist, als Dream dort auftaucht, um Brut und Globe zu finden. Er zerstört die Welt und alle Beteiligten finden sich im Keller wieder, in dem Jed lebt. Brut und Globe werden bestraft. Dream erhebt Anspruch auf Lytas Kind, er will es zu einem späteren Zeitpunkt von der Mutter holen (vgl. Die Gütigen). Jed entkommt, wird jedoch auf der Straße vom Korinther aufgelesen, einer albtraumhaften Kreatur aus dem Traumreich, die sich ebenfalls davongemacht hat.

### Männer mit Glück und Geschick (Men of Good Fortune)
In dieser Nebengeschichte in der Mitte des Buches taucht Hob Gadling auf, ein ungewöhnlicher Mann aus dem 14. Jahrhundert, der sich weigert zu sterben, ein Wunsch, den ihm Dreams Schwester Death gewährt, solange er nicht wünsche zu sterben. Hob vereinbart mit Dream, sich einmal in jedem Jahrhundert in immer derselben Kneipe zu treffen. Während eines der Treffen beobachtet Dream einen jungen – und offensichtlich nur mäßig talentierten – Stückeschreiber namens William Shakespeare, mit dem er einen Vertrag abschließt. Hob wird später einer der engsten Freunde des verschlossenen Dream.

### Unter Sammlern (Collectors)
Nun begibt sich Dream auf die Suche nach dem Korinther. Er befindet sich als Stargast bei einer bizarren Versammlung von Serienkillern, getarnt als Lebensmittelkongress. In dem Hotel, in dem die Versammlung stattfindet, hat sich auch Rose Walker auf der Suche nach ihrem Bruder einquartiert, gemeinsam mit Gilbert, der sich später als der letzte vermisste Traum herausstellt. Als Rose im Hotel von einem der Serienkiller angegriffen wird, ruft sie Dream um Hilfe. Nachdem dieser sie gerettet hat, stellt er den Korinther und löst den „Kongress“ auf. Derweil hat Gilbert Jed gefunden, der sich im Kofferraum des Autos des Korinthers befand.

### In die Nacht (Into the Night)
Nachdem sie bei Jed, der sich nur langsam erholt, im Krankenhaus war, kehrt Rose in ihre Wohnung zurück. In der Nacht, in der alle schlafen, entdeckt sie, dass sie in der Lage ist, die Träume der Menschen in ihrem Mietshaus miteinander zu verschmelzen. Als sie versucht, dies mit allen Menschen in der Stadt zu tun, schreitet Dream ein.

### Verlorene Herzen (Lost Hearts)
Dream erklärt Rose, dass sie ein Traumstrudel sei und dass er sie töten müsse, um die Träumer zu schützen. Anderenfalls würde Rose die Zerstörung der Welt herbeiführen. Es stellt sich heraus, dass Dreams androgynes Geschwister Desire all dies von langer Hand geplant hat. Desire ist Roses Großvater, da Desire die schlafende junge Unity Kinkaid vergewaltigte. Dream würde also, wenn er Rose tötete, ein Mitglied seiner Familie töten. Aber Unity, die der Strudel gewesen wäre, wäre sie nicht in Dauerschlaf gefallen, nimmt diese Rolle an und stirbt kurz darauf. Rose kehrt in ihr Leben zurück und Dream stellt Desire zur Rede. Desire ist verärgert über das Scheitern des Plans und droht Dream, ihn noch dazu zu bringen, Familienblut zu vergießen.